# País (partido político)
País fue un partido político chileno de izquierda fundado en 2016. Fue disuelto en 2017 debido a que no alcanzó los votos mínimos para su existencia legal como partido, por lo que se fusionó con el Partido Progresista.

## Historia
El partido fue presentado públicamente en un acto en Santiago el 3 de septiembre de 2016, mientras que se anunció su fundación oficial para el 10 del mismo mes en la ciudad de Concepción.
Entre los fundadores del partido se encontraba el senador Alejandro Navarro, quien anunció en agosto de 2016 su alejamiento de la Nueva Mayoría, situación que no fue compartida por el resto de MAS Región, partido del cual fue uno de sus fundadores en 2009. También formó parte de País el exsecretario general del Partido Socialista Gonzalo Martner Fanta.
Los fundadores constituyeron la Directiva Nacional, quedando conformada con los siguientes cargos: Gonzalo Martner Fanta, presidente; Rosa Riquelme Andrades, vicepresidente; Jonatan Díaz Herrera, secretario general; Damaris Hernández Muñoz, tesorera.
Dentro de las propuestas del partido se encuentra la eliminación del sistema de AFP y lograr la educación gratuita en todos los niveles. También señalaron la opción de conformar un «Frente Amplio» con otros sectores de izquierda como el partido Revolución Democrática —liderado por Giorgio Jackson— o el Movimiento Autonomista encabezado por Gabriel Boric, pero esta opción quedó en duda luego que la colectividad se opusiera al requisito del Frente de retirar la precandidatura presidencial de Navarro.
El 22 de mayo de 2017 el partido presentó ante el Servicio Electoral las firmas recolectadas en las regiones de Arica y Parinacota, Tarapacá, Antofagasta, Maule, Biobío y la Araucanía para lograr la legalización del partido en dichas zonas, al mismo tiempo que Alejandro Navarro oficializó su candidatura presidencial. El 24 de julio del mismo año el Servel rechazó dicha inscripción al no lograr el mínimo requerido de firmas en tres regiones contiguas. Sin embargo, tres días después, y luego de subsanar los errores presentados, el partido fue finalmente inscrito de forma legal en las regiones de Tarapacá, Antofagasta, Maule, Biobío y la Araucanía.
El 2 de agosto de 2017 la mesa directiva del partido acordó conformar una lista conjunta de candidatos a las elecciones parlamentarias en conjunto con los partidos Federación Regionalista Verde Social (FREVS) y Democracia Regional Patagónica (DRP); sin embargo País no ratificó dicho acuerdo y acordó realizar un pacto con el Partido Progresista (PRO) para las elecciones parlamentarias y de consejeros regionales. El 4 de agosto se realizaron las primeras elecciones internas del partido, en las cuales se presentó una sola lista de candidatos a cada cargo directivo, la cual fue ratificada.
El 6 de agosto de 2017, tras su primer Consejo General, se ratificó la candidatura presidencial de Alejandro Navarro y se anunciaron las candidaturas al Parlamento y a los Gobiernos Regionales. Además, se ratificó la nueva directiva, encabezada por Jonatan Díaz Herrera.
Debido a que la colectividad no alcanzó los mínimos para su existencia legal como partido, anunció su fusión con el Partido Progresista el 15 de diciembre de 2017, en el partido País Progresista (PRO País).

## Directiva
- Presidente: Jonatan Díaz Herrera.
- Vicepresidente: Rosa Riquelme Andrades.
- Secretario general: Marcelo Cárdenas Álvarez.
- Tesorera: Dámaris Hernández Muñoz.[14]

## Resultados electorales

### Elecciones parlamentarias
|  | 0,42 % |

|  | 0,59 % |